# Friedrich Reidinger
Friedrich „Fritz“ Anton Othmar Reidinger (* 17. Juli 1890 in Oberdöbling; † 20. April 1972 in Wien) war ein österreichischer Musiker, Musikerzieher, Komponist und Hochschullehrer.

## Leben und Wirken

### Ausbildung und Kriegsdienst
Friedrich Reidinger wurde am 17. Juli 1890 in Oberdöbling, das damals noch eine eigenständige Gemeinde war und bald darauf mit den Vororten Unterdöbling, Grinzing, Heiligenstadt, Nussdorf, Josefsdorf, Sievering und dem Kahlenbergerdorf zum 19. Wiener Gemeindebezirk Döbling wurde, in eine alteingesessene Wiener Bürgerfamilie geboren und am 27. Juli auf den Namen Friedrich Anton Othmar getauft. Sein Vater war der in Wien geborene Othmar Franz Reidinger (* 13. Oktober 1859; † 10. Oktober 1905), ein Rechnungsassistent der niederösterreichischen k.k. Finanzlandesdirektion und seine Mutter war die ebenfalls in Wien geborene Franziska Romana Antonia Reidinger (geborene Ganser; * 22. Februar 1869; † 9. April 1945 (von Russen durch das geschlossene Tor erschossen), beigesetzt am Döblinger Friedhof erst am 6. Juli 1946). Die Eltern hatten am 18. Mai 1887 in Oberdöbling geheiratet. Seine Großeltern väterlicherseits waren Johann Reidinger, ein Marktfahrer, und Anna (geborene Pfaff). Seine Großeltern mütterlicherseits waren Michael Ganser, ein Hausbesitzer, und Theresia (geborene Kainz). In Döbling verlebte er seine Kindheit und Jugend, besuchte die Schule und lebte auch nach seinem Militärdienst im Ersten Weltkrieg in Döbling. Von 1909 bis 1913 war er Privatschüler von Franz Schreker und absolvierte danach seinen Militärdienst während des Ersten Weltkriegs als Artillerieoffizier der Streitkräfte von Österreich-Ungarn. Zusammen mit seiner Schwester Helene, genannt Ella (* 7. Mai 1893; † 10. Dezember 1930 an chronischer Nierenentzündung), einer Gesangslehrerin, gehörte er dem Kindergartenverein des 9. Bezirks an.
Nachdem der vielfach ausgezeichnete Artillerieoffizier an fast allen Fronten gedient hatte, harrte er bis Kriegsende an der italienischen Front aus, wo er auch in Kriegsgefangenschaft geriet. Diese verbrachte er in der adriatischen Küstenstadt Monopoli, wo er in der Gefangenschaft mit seinen Kameraden einen Chor gründete und mit diesem sogar zu öffentlichen Auftritten kam. So trat Reidinger mit seinem Chor regelmäßig bei Sonntagsgottesdiensten in der Kathedrale Maria Santissima della Madia auf. Ein Jahr nach Friedensschluss kehrte Reidinger wieder in seine Heimat zurück und arbeitete anfangs aufgrund seiner juristischen Kenntnisse im öffentlichen Dienst, ehe er eine Tätigkeit im Bankwesen annahm. Diese Tätigkeit gab er jedoch bald darauf ebenfalls auf und verbracht danach viel Zeit in dem von ihm geliebten Wienerwald, von dem aus er nur für Privatunterricht, den er nebenbei gab, in die Stadt zurückkam. Zu seinen damaligen Schülern zählte unter anderem Günther Harum. Außerdem studierte er von 1919 bis 1922 – zum Teil ebenfalls bei Schreker, aber auch bei Franz Schmidt – Komposition und Dirigieren an der Wiener Musikakademie. Danach bildete er sich vorrangig autodidaktisch weiter. Des Weiteren studierte er Jus an der Universität Wien, von der er im Jahr 1929 als Doktor promovierte.

### Karrierebeginn als Freischaffender
Anfangs war er freischaffend tätig und trat ab 1925 erstmals öffentlich in Erscheinung. Am 26. Mai 1926 hatte er in der evangelischen Pfarrkirche Gumpendorf die zehn Jahre jüngere Karoline (geborene Kaas; * 1900; † 1986) geheiratet; die kanonische Trauung erfolgte am 3. August 1944 in der Döblinger Pfarrkirche. Im November 1926 hatte er unter anderem mit einer Cellosonate eine Erstaufführung im Schubert-Saal des Wiener Konzerthauses. Noch Ende dieses Jahres erfolgte eine weitere Uraufführung eines Werks Reidingers durch das von Friedrich Sedlak und Wilhelm Winkler gegründete Sedlak-Winkler-Quartett. Ein zu dieser Zeit des Öfteren von Ida von Hartungen-Bodanzky vorgetragenes Werk Reidingers wurden in den Medien als „einfallsreiches, klaviersatztechnisch und kontrapunktisch hervorragendes, mit tieferen Problemen ringendes Werk, das weiteste Verbreitung verdient“ bezeichnet. Auch in den folgenden Monaten – bis etwa ins Frühjahr 1928 – nahm er mit seinen Werken immer wieder an Kammermusikabenden des Sedlak-Winkler-Quartetts teil. In einem Bericht der Arbeiter-Zeitung vom 20. Juni 1928 wurde der damals 38-Jährige als „junger Wiener Komponist moderner Richtung“ beschrieben. Zu dieser Zeit wurde er bei der Verleihung des Städtischen Kunstpreises mit einem mit 1000 Schilling dotierten Preis ausgezeichnet; als Preisrichter in diesem Bereich traten Anton Webern, Karl Weigl und Friedrich Wührer in Erscheinung. Im Mai 1929 nahm er an zwei vom Österreichischen Komponistenbund veranstalteten modernen Kammermusikabenden teil. Laut einem Zeitungsbericht aus dem Februar 1931 hatte er bis zu diesem Zeitpunkt bereits eine Reihe mehrfach aufgeführter Kammermusikwerke, Lieder und Klavierwerke, ein Oratorium und eine „Gotische Messe“ geschrieben. Im Februar 1932 stand Reidingers Sonate für Violoncello und Klavier, op. 9 (gespielt von Wilhelm Winkler auf dem Violoncello und Otto Schulhof auf dem Klavier) wieder auf dem Sendeprogramm von Radio-Wien. Ebenso hatte er in diesem Monat eine weitere Uraufführung im Haus der Industrie.

### Regelmäßige Konzerteinsätze ab den 1930er Jahren
Im März 1933 strahlte Radio-Wien ein weiteres Werk Reidingers, Streichquartett in b-Moll, vorgetragen vom Neuen Wiener Streichquartett, in seinem Programm aus. Im Oktober 1933 wurde er in der Stunde österreichischer Komponisten der Gegenwart im Wiener Radioprogramm gespielt. Vorgetragen wurde das Werk vom Sedlar-Winkler-Quartett, bestehend aus Fritz Sedlak (1. Violine), Vitorio Borri (2. Violine), Gustav Gruber (Viola), Wilhelm Winkler (Violoncello), Hedda Ballon (Klavier) und Hella Schrott (Sopran); am Flügel: Armin Friz. Der etwa gleichaltrige Komponist und Dirigent Egon Kornauth gab in der Ausgabe vom 6. Oktober 1933 der zum Sender Radio-Wien zugehörigen gleichnamigen Programmzeitschrift einen biografischen Einblick in das Leben Friedrich Reidingers. Die „Gotische Messe“ in d-Moll, die Reidinger von 1929 bis 1930 komponiert hatte, fand am 28. September 1934 im Rahmen des Wiener Rundfunkmusikfestes unter der Leitung von Oswald Kabasta und unter der Mitwirkung des Staatsopernchores sowie Solisten wie Erika Rokyta, Isolde Riehl, Franz Borsos oder Josef von Manowarda zu seiner Uraufführung. Zu diesem Zeitpunkt lebte Reidinger in einem einstöckigen Haus auf der Adresse Gatterburggasse 10 in Oberdöbling. Bei einem Konzert des Österreichischen Komponistenbundes im Februar 1935 kam ein einsätziges Streichquartett in b-Moll, op. 12 Reidingers zur Aufführung. Im April 1935 spielte Radio Wien das von ihm komponierte Streichquartett c-Moll, op. 10, vorgetragen vom Kamper-Kvarda-Quartett. Zwei Monate später gelangte die sogenannte Eichendorff-Suite für großes Orchester, basierend auf der Dichtung Aus dem Leben eines Taugenichts von Joseph von Eichendorff zur Uraufführung. Vorgetragen wurde es von den Wiener Symphonikern unter der Leitung von Anton Konrath.
Reidingers „Gotische Messe“ wurde in den Folgejahren immer wieder aufgeführt; unter anderem im Wiener Konzerthaus. Im Oktober 1935 hatte der gebürtige Döblinger mit einer Sonate für Violine und Klavier in D-Dur einen weiteren Radioauftritt. Die Instrumente spielten Karl Baltz (Violine) und Walter Kerschbaumer (Klavier). Am 30. Dezember 1935 spielte das von Josef Holzer dirigierte Funkorchester von Radio Wien eine von Friedrich Reidinger komponierte Gavotte aus der Eichendorff-Suite. Bei der Verleihung des Großen Österreichischen Staatspreises wurde Reidinger in diesem Jahr für sein zum Wettbewerb eingereichtes Oratorium mit dem Förderungspreis in Musik ausgezeichnet. Verschiedenen Berichten zufolge soll dieses Oratorium fälschlicherweise die bereits mehrfach genannte „Gotische Messe“ gewesen sein. Jedoch war es das Chorwerk „Der dreizehnte Psalm“ (auch Der 13. Psalm geschrieben). Im Jänner 1936 folgten für den Komponisten weitere Auftritte auf Radio Wien; hierbei mit einem Klavierquartett in cis-Moll. Weitere Auftritte auf Radio Wien hatte er in diesem Jahr noch mit Variationen über ein eigenes Thema, op. 7 im April, Ich sah ein Blümlein von Ernst Goll und Über die Felder von Hermann Hesse im August, oder ein 1920 entstandenes Klaviertrio in G-Dur, op. 4, das am 1. September 1936 zur Uraufführung gelangte.
Bei einem Konzert der Bläserkammermusikvereinigung der Wiener Symphoniker am 7. Oktober 1936 wurden, neben einem Oktett von Friedrich Bayer, auch Proben aus Reidingers ergiebigem lyrischen Schaffen geboten. So wurden zehn zwischen 1919 und 1927 komponierte Lieder des Döblingers von der Sopranistin Hilde Sinnek, begleitet am Flügel von Alfons Blümel sowie den Bläsern der Wiener Symphoniker, dargeboten. Diese Lieder waren Ohne Liebe, Über die Felder, Huldigung, Schlagende Herzen, Ein junger Dichter denkt an die Geliebte, Weil du mich liebst, Der erste Gruß, Ich sah ein Blümlein, Scherzo und Jubel. Im Oktober 1936 kam Isolde Riehl, mit der der Komponist im Laufe mehrerer Jahrzehnte erfolgreich zusammenarbeitete, zu Gesangseinlagen bei einer weiteren Radiosendung mit Reidingers Beteiligung, wobei sie die von ihm komponierten Lieder Und leise färbt sich schon der Wald (Maria Rainer), Liebesmüde (Hermann Hesse) und Der erste Gruß (Ernst Goll) sang. Eine Symphonie in e-Moll, op. 17, eine Uraufführung im Gedenken an den von Reidinger verehrten Dichter Anton Wildgans, die 1932 fertiggestellt worden war, folgte noch im Dezember 1936 im Programm von Radio Wien.

### Professur für Musiktheorie und Komposition an der Wiener Musikakademie
Beim vierten Abonnementkonzert der Gesellschaft der Musikfreunde am 13. Jänner 1937 erfolgte die Uraufführung von Reidingers Der dreizehnte Psalm, die vom Großen Musikvereinssaal aus live auf Radio Wien übertragen wurde. Reidinger hatte das Werk bereits 1921 komponiert, 1928 umgearbeitet und wurde 1935 hierfür mit dem Förderpreis ausgezeichnet. Eine Gavotte im alten Stil aus der Eichendorff-Suite, op. 18a (gespielt von Franz Horak) strahlte Radio Wien im Sommer 1937 aus, gefolgt von einem Symphoniekonzert mit fünf komponierten Liedern Reidingers für Sopran und Orchester (Ohne Liebe, Über die Felder, Ich sah ein Blümlein, Ein junger Dichter denkt an die Geliebte und Jubel; gesungen von Margarethe Gaßner) Anfang Oktober 1937. Bei einem Konzert am 17. November 1937, das auch auf Radio Wien übertragen wurde, kam es zu einer Uraufführung eines Streichquartetts in d-Moll von Armin Caspar Hochstetter sowie zu einer Uraufführung eines 1936 entstandenen Klarinettenquintetts (Spätsommer in Tulfes) von Friedrich Reidinger. Im Stuttgarter Radio wurde zu den Weihnachtsfeiertagen 1937 ein Klavierquartett Reidingers in fis-Moll aufgeführt; an den Instrumenten waren Renate Emmert (Klavier), Richard Großmann (Violine), Otto Schneider (Bratsche) und Robert Assion (Cello).
Das Jahr 1938 begann für den Wiener mit der Uraufführung seiner ersten und auch einzigen Oper mit dem Titel Römerzug, bei der Anton Konrath als Dirigent fungierte und die von den Wiener Symphonikern gespielt wurde. Für den kurzen Zeitraum von 21. März bis 5. Mai 1938 hatte er zusammen mit dem Komponisten Othmar Wetchy und dem Schriftsteller sowie ehemaligen Drehbuchautor, Regisseur und Schauspieler Mauriz Hans Heger die kommissarische Leitung der Staatlich genehmigten Gesellschaft der Autoren, Komponisten und Musikverleger (AKM) inne. Vorangegangen war dem die Ausschaltung des bisherigen AKM-Präsidenten, Bernhard Herzmansky, durch den Landeskulturleiter der NSDAP, Hermann Stuppäck. Zu geschäftsführenden Direktoren der Gesellschaft wurden Rudolf Tlascal und Otto Beran ernannt. Über den Reichssender Wien und die Reichssender Berlin, Frankfurt, Köln, Leipzig, München, Saarbrücken, den Landessender Danzig und den Deutschen Kurzwellensender wurde am 30. April 1938 ein weiteres Mal die Eichendorff-Suite für großes Orchester nach der Dichtung Aus dem Leben eines Taugenichts ausgestrahlt. Am 2. Juni wurde mit Beteiligung der Sopranistin Margarethe Gaßner, am Klavier mit Otto Binder und am Flügel mit Robert Gläser eine weitere Radiosendung ausgestrahlt. Weitere Radioauftritte im Jahr 1938 erfolgten am 16. Juni (Gavotte im alten Stil), am 5. August (Vorspiel zum 2. Akt der Oper Römerzug), am 6. September (Eichendorff-Suite für großes Orchester) und am 29. Dezember (Gavotte aus der Eichendorff-Suite).
Während der Wiener Künstlerwochen im August 1938 spielte das NS-Tonkünstlerorchester unter Karl Auderieth Auszüge aus Reidingers Oper Römerzug. Nur zwei Monate später nahm er als Vertreter der Ostmark an der saarpfälzischen Gaukulturwoche in Neustadt an der Weinstraße teil und sprach dort in einer Fachtagung über Das Musikleben in Österreich. Weitere Konzertauftritte hatte er in diesem Jahr in den Monaten November und Dezember mit einem Klavierquintett in cis-Moll im Figaro-Saal des Palais Pálffy und mit einem ebensolchen im Brahms-Saal, dem zweitgrößten Saal des Wiener Musikvereins. Noch im selben Jahr trat Reidinger die Nachfolge von Franz Schmidt, der nur wenige Monate später starb, als Professor für Musiktheorie und Komposition an der Wiener Musikakademie an.

### Festkonzert im Stephansdom im Jahr 1940
Das Jahr 1939 war gezeichnet von Kammermusikaufführungen Reidingers, so unter anderem am 23. März (Klarinettenquintett) im kleinen Kammersaal des Musikvereins. Des Weiteren wurden vom Reichssender Wien am 2. Mai Variationen Fritz Reidingers und am 19. August zum wiederholten Male die Eichendorff-Suite ausgestrahlt. Bereits im April 1939 wurde bekannt, dass nach acht Abonnementabenden am 17. Jänner 1940 im Großen Konzerthaussaal ein außerordentliches Konzert der Wiener Konzerthausgesellschaft unter Beteiligung der „ostmärkischen Komponistengeneration der Gegenwart“ (darunter auch Reidinger) stattfinden werde. Das Konzert wurde an diesem Tag auch live über den Reichssender Wien übertragen; am selben Tag spielte der Sender ein weiteres Werk des Wieners. Im Jahr 1940 wurde mehrmals Werke Reidingers gespielt, so etwa im Februar, im April, als bei einem Klarinettenquintett in f-Moll Leopold Wlach auf der Klarinette zu hören war, oder bei einem weiteren Auftritt im April, als am zweiten Abend der vom Kulturamt der Stadt Wien gemeinsam mit dem Wiener Streichquartett (Wilhelm Hüber, Willy Pitzinger, Günther Breitenbach und Nikolaus Hübner) veranstalteten Konzertreihe zur Förderung der zeitgenössischen Kammermusik ein „an ausgereiften Mittelstimmenpolyphonie so reiches Streichquartett in c-Moll von Friedrich Reidinger“ erklang.
In den Medien wurde der Döblinger zu dieser Zeit des Öfteren als „auf der Höhe seines Schaffens stehend“ bezeichnet. Aus Anlass des 30-jährigen Bestehens der Abteilung für Kirchenmusik an der Staatsakademie für Musik (in der NS-Zeit auch Reichshochschule genannt) fand am 20. Juni 1940 im Stephansdom ein Festkonzert, bei dem auch Reidinger mit seiner „Gotischen Messe“ beteiligt war, statt. Nur wenige Wochen später war er bei einem Auftritt im Beethoven-Kammersaal in Mödling, bei dem die Mödlinger Singakademie das frühe Klaviertrio Reidingers in G-Dur aus dem Jahr 1920 darbot, beteiligt. In Vertretung des zum Heeresdienst beurlaubten Armin Caspar Hochstetter übernahm er 1940 die Leitung der Wiener Konzerthausgesellschaft und hatte diese bis zum Ende des Zweiten Weltkriegs im Jahre 1945 inne. Bereits zu dieser Zeit galt er als Förder des künstlerischen Nachwuchses und veranstaltete mitunter im Auftrag der Reichsmusikkammer und des Kulturamtes der Stadt Wien sogenannte „Konzerte junger Künstler“. Gegen Jahresende 1940 wurden bei einem Konzertabend der Akademischen Mozartgemeinde Wiens Reidingers Variationen über ein eigenes Thema, op. 7 gespielt.

### Weitere Arbeiten in den 1940er Jahren
Ende März brachte die Wiener Mozartgemeinde bei einem Komponistenabend Werke von Reidinger zur Darbietung. Am 1. April 1941 spielte Heinrich Berg bei einem Klavierabend im Schubert-Saal neben Werken von Beethoven und Mussorgski auch Musik von Reidinger. In Zusammenarbeit mit dem Kulturamt der Stadt Wien brachte die Wiener Konzerthausgesellschaft und Reidingers Führung Konzerte zur Aufführung, bei denen auch seine eigenen Werke gespielt wurden; so unter anderem im Mai 1941. Ebenfalls im Jahr 1941 wurde vom Kulturamt der Stadt Wien ein Gemälde, das Friedrich Reidinger zeigen soll, in Auftrag gegeben; diese sollte in weiterer Folge in die Bildnissammlung des Historischen Museums der Stadt Wien gelangen. Im Oktober wurden bei einem weiteren Konzert der Mozartgemeinde vom Dresdner Streichquartett auch Musik von Fritz Reidinger gespielt. Wenige Wochen später spielten die Wiener Symphoniker Werke des Döblingers. 1942 kam wieder die „Gotische Messe“ zur Aufführung; unter Dirigent Anton Konrath wurde das Werk beim Chorkonzert der Wiener Konzerthausgesellschaft Anfang Februar gespielt. Lieder des Wiener Komponisten wurde in diesem Jahr auch im Februar bei einem Liederabend von Elisabeth Rutgers im Brahms-Saal des Musikvereins, im März bei einem Kammermusikabend im Konzerthaus, im Mai während der „Woche zeitgenössischer Musik“ im Brahms-Saal des Musikvereins, als auch der Reichsminister für Wissenschaft, Erziehung und Volksbildung, Bernhard Rust, zugegen war, im Juni bei einem Kammermusikabend zur Förderung zeitgenössischer Musik im Schubert-Saal des Konzerthauses, im November bei einem Symphoniekonzert im Großen Konzerthaussaal oder im Dezember bei einem Sonatenabend von Richard Krotschak und Roland Raupenstrauch im Mozart-Saal des Konzerthauses gespielt.
1943 fand wieder Reidingers Klarinettenquintett, op. 19 mit dem Untertitel Spätsommer in Tulfes zur Aufführung; das Quartett von Wolfgang Schneiderhan spielte es im Jänner 1943. Auch im Februar, April oder im November 1943 (Mozarteum-Quartett in Salzburg) wurden Reidingers Werke aufgeführt. Der Deutschlandsender übertrug im Sommer 1943 ein Orchesterkonzert des Wieners. Im Dezember 1943 spielte das Boskovsky-Krotschak-Panhofer-Trio unter anderem Musik von Reidinger in g-Dur; hierbei ist das 1920 entstandene Klaviertrio gemeint. Ebenfalls in diesem Jahr war der Döblinger am Festkonzert des Gausymphonieorchesters anlässlich der Zehnjahresfeier der NS-Gemeinschaft Kraft durch Freude (KdF) mit dem Vorspiel zum 2. Akt der Oper Römerzug beteiligt. Nachdem es schon mehrere Jahre keine Uraufführung mehr von Reidinger gegeben hatte, fand im Dezember 1943 wieder eine solche statt. Es war ein Divertimento für Flöte, Oboe, Klarinette, Fagott und zwei Hörner, wobei Reidinger bei der Uraufführung alte Kleinformen wie z. B. die Intrada, ein Arioso oder eine Gigue verwendete. Am Stefanitag 1943 fand im Großen Konzerthaussaal ein großes Symphoniekonzert mit Reidingers Beteiligung statt.
Im Jahr 1944 wurde bei einem Konzerthaus-Quartett im Jänner das nur selten gespielte Klarinettenquintett in f-Moll dargebracht; an der Klarinette war, wie bereits in der Vergangenheit, Leopold Wlach. Im Figaro-Saal des Palais Pálffy wurden im Februar 1944 Tenorlieder Reidingers dargeboten; als Sänger fungierte Josef Ober; begleitet wurde er am Klavier von Walter Kerschbaumer. Noch im selben Monat kam ein Bläserterzett Reidingers in F-Dur im Schubert-Saal zur Aufführung. Bei einem Gesangskonzert von Margarete von Heider im Mai 1944 wurden ebenfalls Kompositionen des Wieners vorgetragen. Auch gegen Ende der 1940er Jahre fanden Werke Reidingers immer wieder zur Aufführung.

### Musikdirektor in Linz, Rückkehr nach und Lebensabend in Wien

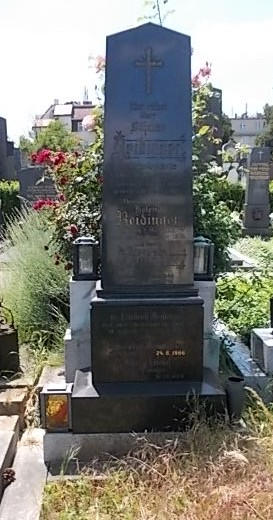
Grabstätte Friedrich Reidinger

Nach dem Zweiten Weltkrieg gab Reidinger hauptsächlich Privatunterricht, ehe er 1950 Musikdirektor der Stadt Linz und damit erster Leiter der wiedereröffneten Linzer Musikschule wurde und diese Tätigkeit bis zum Herbst 1952 ausübte. Von der oberösterreichischen Historikerin Regina Thumser wurde später kritisiert, dass dabei nie Reidingers biografischer Werdegang während der NS-Zeit hinterfragt worden war. So galt dieser aufgrund seines frühen Aufnahmeantrags in die NSDAP als „alter Kämpfer“, wurde tatsächlich jedoch erst im Februar 1942 – mit Eintrittsdatum 1. Oktober 1940 – offiziell in die Partei aufgenommen. Nach seiner Rückkehr nach Wien unterrichtete er bis 1955 wieder Komposition an der Musikakademie seiner Heimatstadt.
Zeitlebens schrieb er zahlreiche Chor-, Orchester- und Kammermusikwerke, wovon die Oper Römerzug, die 1938 uraufgeführt wurde, sowie die „Gotische Messe“ zu seinen bekannteren Werken zählen.
Am 20. April 1972 starb Reidinger 81-jährig in seiner Geburts- und Heimatstadt und wurde am 27. April 1972 im Familiengrab, in dem bereits seine Eltern und seine Schwester begraben wurden, auf dem Döblinger Friedhof (Gruppe 33, Reihe 3, Nummer 25) beerdigt.
Sein Tod wird von verschiedenen Quellen, so unter anderem auch dem Verzeichnis der künstlerischen, wissenschaftlichen und kulturpolitischen Nachlässe in Österreich, fälschlicherweise mit dem 16. November 1971 in Tegernsee (Bayern) angegeben.
Seine Ehefrau Karoline überlebte ihn um rund 14 Jahre, starb am 24. August 1986 und wurde am 3. September 1986 an seiner Seite beerdigt.

## Ehrungen (Auswahl)
- Städtischer Kunstpreis auf dem Gebiet der Musik: 1928
- Förderpreis bei der Verleihung des Großen Österreichischen Staatspreises: 1935